# U-4 (Kriegsmarine)
U-4 je bila nemška vojaška podmornica Kriegsmarine, ki je bila dejavna med drugo svetovno vojno.

## Zgodovina
Med avgustom 1935 in junijem 1940 je bila podmornica del šolske podmorniške flotilje.
4. septembra 1939 je odplula na prvo patruljo, ki jo je končala 14. septembra istega leta.
Med drugo patruljo (19. september - 29. september 1939) je podmornica potopila 3 ladje (2 finski in 1 švedsko), skupaj 5.133 BRT.
Tretja patrulja je trajala skoraj dva tedna, med 16. marcem in 29. marcem 1940.
Med četrto patruljo (4. april - 14. april 1940) je podmornica potopila britansko podmornico HMS Thistle (N24) (1.090 BRT). Ista podmornica jo je napadla prejšnjega dne, ko je izstrelila 4 torpeda, a so vsa zgrešila.
Julija 1940 je bila dodeljena 21. podmorniški flotilji, kjer je opravljala dolžnosti šolskega plovila. 
1. avgusta je bila izvzeta iz uporabe v Neustadtu. Do 3. maja 1945, ko so jo zajeli Sovjeti, so jo uporabljali za nadomestne dele.
Leta 1945 so jo nato razrezali.

## Poveljniki
| Poveljniki |                 |                              |                                       |
| Št.        | Čin             | Ime                          | Poveljstvo                            |
| 1.         | Kapitanporočnik | Hannes Weingärtner           | 17. avgust 1935 - 29. september 1937  |
| 2.         | Kapitanporočnik | Hans-Wilhelm von Dresky      | 30. september 1937 - 28. oktober 1938 |
| 3.         | Kapitanporočnik | Harro von Klot-Heydenfeldt   | 29. oktober 1938 - 16. januar 1940    |
| 4.         | Nadporočnik     | Hans-Peter Hinsch            | 17. januar 1940 - 7. junij 1940       |
| 5.         | Nadporočnik     | Heinz-Otto Schultze          | 8. junij 1940 - 28. julij 1940        |
| 6.         | Nadporočnik     | Hans-Jürgen Zetzsche         | 29. julij 1940 - 2. februar 1941      |
| 7.         | Nadporočnik     | Hinrich-Oscar Bernbeck       | 3. februar 1941 - 8. december 1941    |
| 8.         | Nadporočnik     | Wolfgang Leimkühler          | 9. december 1941 - 15. junij 1942     |
| 9.         | Poročnik        | Friedrich-Wilhelm Marienfeld | 16. junij 1942 - 23. januar 1943      |
| 10.        | Poročnik        | Joachim Düppe                | 24. januar 1943 - 31. maj 1943        |
| 11.        | Nadporočnik     | Paul Sander                  | 1. junij 1943 - 22. avgust 1943       |
| 12.        | Nadporočnik     | Herbert Mumm                 | 23. avgust 1943 - maj 1944            |
| 13.        | Nadporočnik     | Hubert Rieger                | maj 1944 - 9. julij 1944              |

## Tehnični podatki
| Kategorije                                    | Podatki       |
| --------------------------------------------- | ------------- |
| Teža (t): na površju pod površjem polna Teža  | 254 303 381   |
| Dolžina (m) - tlačni trup (m)                 | 40,90 - 27,80 |
| Širina (m) - tlačni trup (m)                  | 4,08 - 4,00   |
| Izpodriv (m)                                  | 3,83          |
| Višina (m)                                    | 8,60          |
| Moč (hp): na površju pod podvršjem            | 700 360       |
| Hitrost (vozlov): na površju pod podvršjem    | 13,0 6,9      |
| Doseg (milja/vozel): na površju pod podvršjem | 1600/8 35/4   |
| Torpeda/Torpedne cevi                         | 5/3 bočne     |
| Posadka                                       | 22-24         |
| Maksimalni potop (m)                          | 150           |

## Potopljene ladje
| Datum              | Ime                            | Država              | Tonaža    | Usoda      |
| ------------------ | ------------------------------ | ------------------- | --------- | ---------- |
| 23. september 1939 | Martti Ragnar (tovorna ladja)  | Finska              | 2.262 BRT | potopljena |
| 23. september 1939 | Walma (tovorna ladja)          | Finska              | 1.361 BRT | potopljena |
| 24. september 1939 | Gertrud Bratt (tovorna ladja)  | Švedska             | 1.510 BRT | potopljena |
| 10. april 1940     | HMS Thistle (N24) (podmornica) | Združeno kraljestvo | 1.325 BRT | potopljena |